# Нечепорчукова Мотрона Семенівна
Мотро́на Семе́нівна Нечепорчуко́ва, у шлюбі Наздрачо́ва (3 квітня 1924 — 22 березня 2017) — українська радянська медикиня, в роки Другої світової війни — санітарна інструкторка санітарної роти 100-го гвардійського стрілецького полку 35-ї гвардійської стрілецької дивізії 8-ї гвардійської армії, гвардії старшина медичної служби.
Одна з чотирьох жінок — повних кавалерів ордена Слави.

## Життєпис
Народилася в селі Вовчий Яр, нині Балаклійського району Харківської області, в селянській родині. Українка. Закінчила Балаклійську акушерсько-сестринську школу, працювала медичною сестрою в районній лікарні. Член ВКП(б) з 1943 року.
У лавах РСЧА і на фронтах німецько-радянської війни з квітня 1943 року. Воювала на 3-му Українському, 1-му Білоруському та 1-му Українському фронтах.
1 серпня 1944 року санінструктор гвардії сержант медслужби М. Нечепорчукова форсувала річку Вісла поблизу населеного пункту Гжибув (Польща) і в боях по утриманню і розширенню плацдарму надала першу медичну допомогу 26 пораненим. В районі міста Магнушев під вогнем супротивника, ризикуючи життям, винесла з поля бою пораненого командира й евакуювала його в тил.
18 січня 1945 року гвардії сержант медслужби М. Нечепорчукова залишилась з групою поранених військовослужбовців у кількості 27 осіб у населеному пункті Оведув, північніше міста Радом (Польща). Разом з іншими медпрацівниками відбила напад супротивника, що прорвався, й без втрат евакуювала поранених до шпиталю. 18 березня 1945 року в боях на лівому березі річки Одер, поблизу міста Кюстрин (Польща) надала першу медичну допомогу 51 пораненому, з яких 27 — важко поранені.
Під час прориву оборони супротивника на лівому березі річки Одер і в боях на берлінському напрямку під вогнем супротивника надала першу медичну допомогу й евакуювала з поля бою 78 поранених бійців і командирів. У передових лавах піхоти форсувала річку Шпрее південніше міста Фюрстенвальде (Німеччина), будучи пораненою, продовжувала надавати першу медичну допомогу іншим пораненим. З особистої зброї знищила ворожого солдата.
Демобілізована у 1945 році. З 1950 по 1965 роки мешкала в селі Дмитрієвське Красногвардійського району Ставропольського краю РРФСР; з 1965 по 1977 роки — в селі Красногвардійське, де працювала в поліклініці та спеціалізованій школі-інтернаті. Від 1977 року мешкала в Ставрополі, де й померла.

## Нагороди
Нагороджена орденами Вітчизняної війни 1-го ступеня (11.03.1985), Слави 1-го (15.05.1946), 2-го (13.04.1945) та 3-го (11.08.1944) ступенів і медалями.
Також удостоєна нагороди Міжнародного комітету Червоного Хреста — медаллю імені Флоренс Найтінгейл (1973).